# Heinrich Brugsch
Heinrich Ferdinand Karl Brugsch (18. února 1827, Berlín – 9. září 1894, Charlottenburg) byl německý egyptolog, který spolupracoval s Augustem Mariettem při jeho vykopávkách v Memfisu a patřil mezi průkopníky luštění démotického písma. Od roku 1870 byl ředitelem Egyptologické školy v Káhiře a věnoval se také studiu lékařských vědomostí v papyrech.

## Život
Pocházel z rodiny pruského důstojníka a narodil se v berlínských kasárnách. Od svých 9 let se zajímal o Egypt a jako student gymnázia vydal svoji první (latinskou) práci o démotickém písmu. Jeho publikace zaujaly Alexandra von Humboldta i pruského krále, jehož stipendium mu umožnilo navštívit nejvýznamnější egyptologické sbírky v Evropě. Roku 1853 byl vyslán do Egypta, kde úzce spolupracoval s Mariettem na vykopávkách v Memfisu. Roku 1854 se habilitoval, roku 1863 založil Zeitschrift für aegyptische Sprache a 1868 byl jmenován profesorem na univerzitě v Göttingenu. Roku 1870 byl jmenován ředitelem egyptologické školy, kterou v Káhiře založil egyptský chediv, roku 1873 získal titul bej a roku 1881 titul paša. Od roku 1879 žil převážně v Berlíně, často však cestoval do Egypta i do Persie.

## Dílo
Vedle řady úzce odborných publikací vydal několik knih o démotickém písmu a velký slovník hieroglyficko-démotický (1867–1882). Do Berlína přivezl několik biblických rukopisů a studoval tzv. Velký berlínský papyrus (Pap. Berl. 3038) s významným lékařským spisem, který se po něm někdy nazývá Brugschův papyrus.